# Dragon Gate

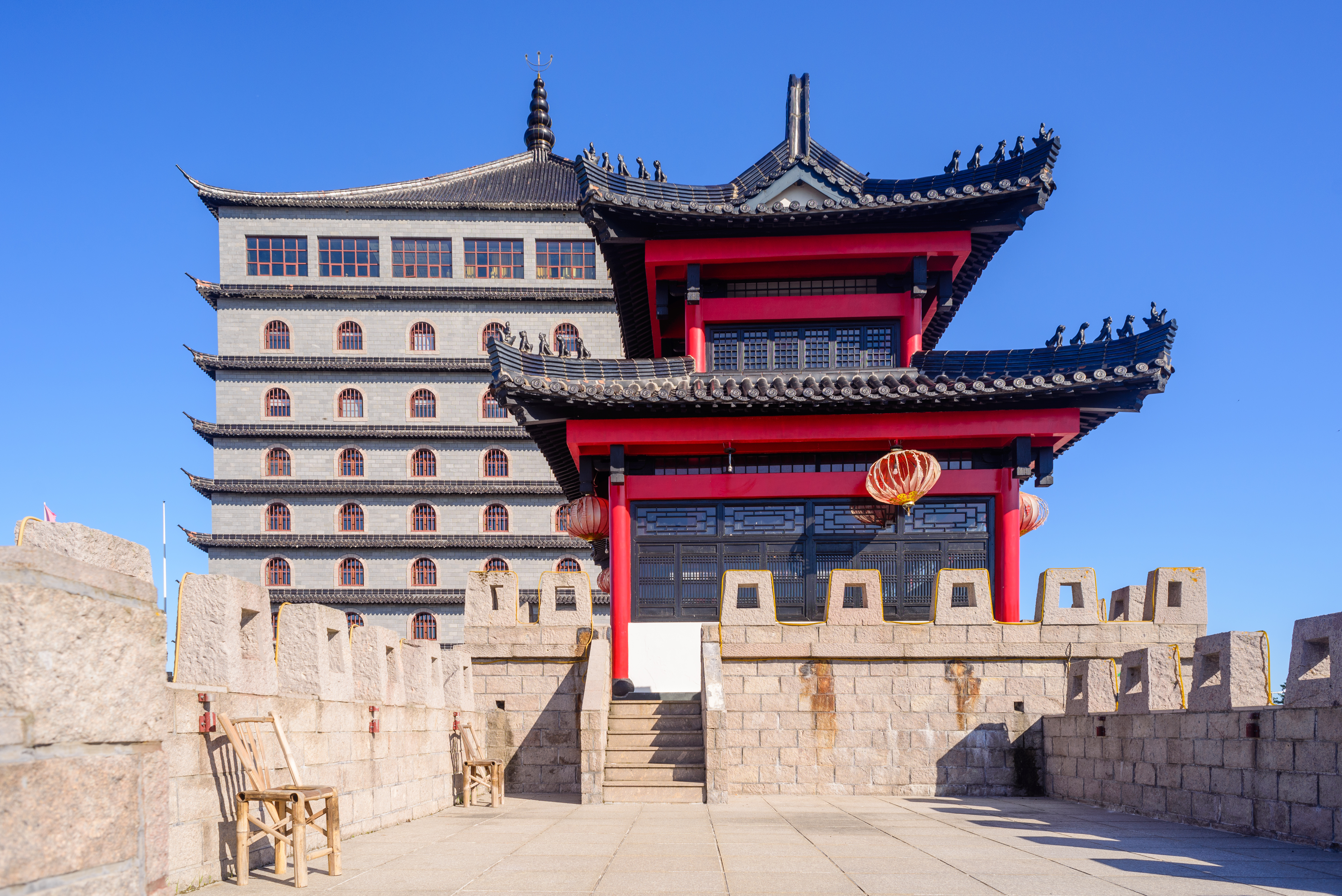
Dragon Gate 2021.

Dragon Gate är ett delvis färdigställt affärs- och kulturcentrum i Älvkarleby kommun vid E4. 
Visionären bakom bygget är Jingchun Li som ville skapa ett kinesiskt center i Sverige. Byggnaden byggdes om till kinesisk design från det ursprungliga hotellet "Älvkarlen" som aldrig öppnades. Nu ägs den av Arosslättens fastigheter som planerar att göra platsen till ett center för handel, mat och kultur. En av satsningarna är bygget av en ny fastighet som har påbörjats.

## Bakgrund

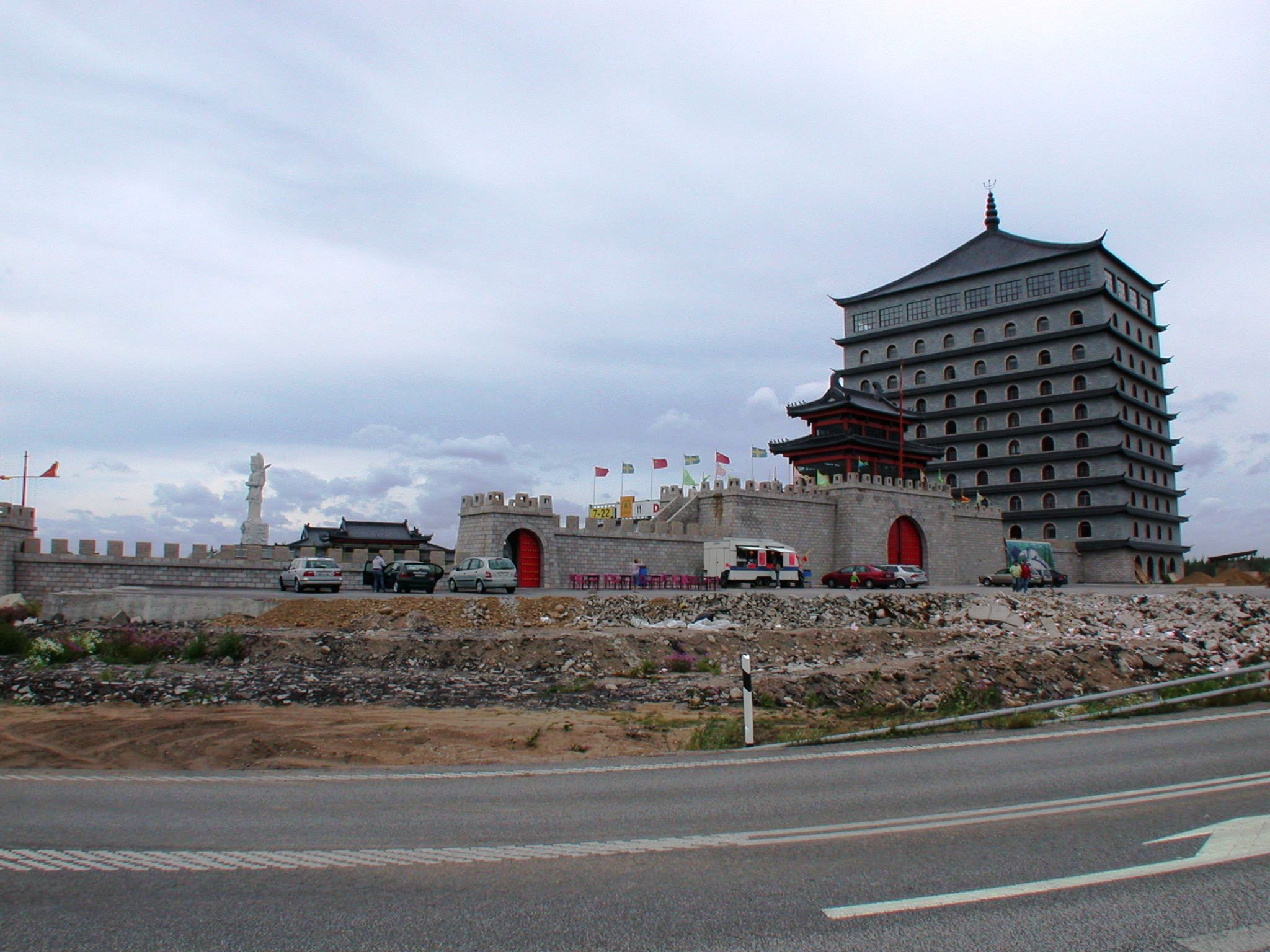
Dragon Gate

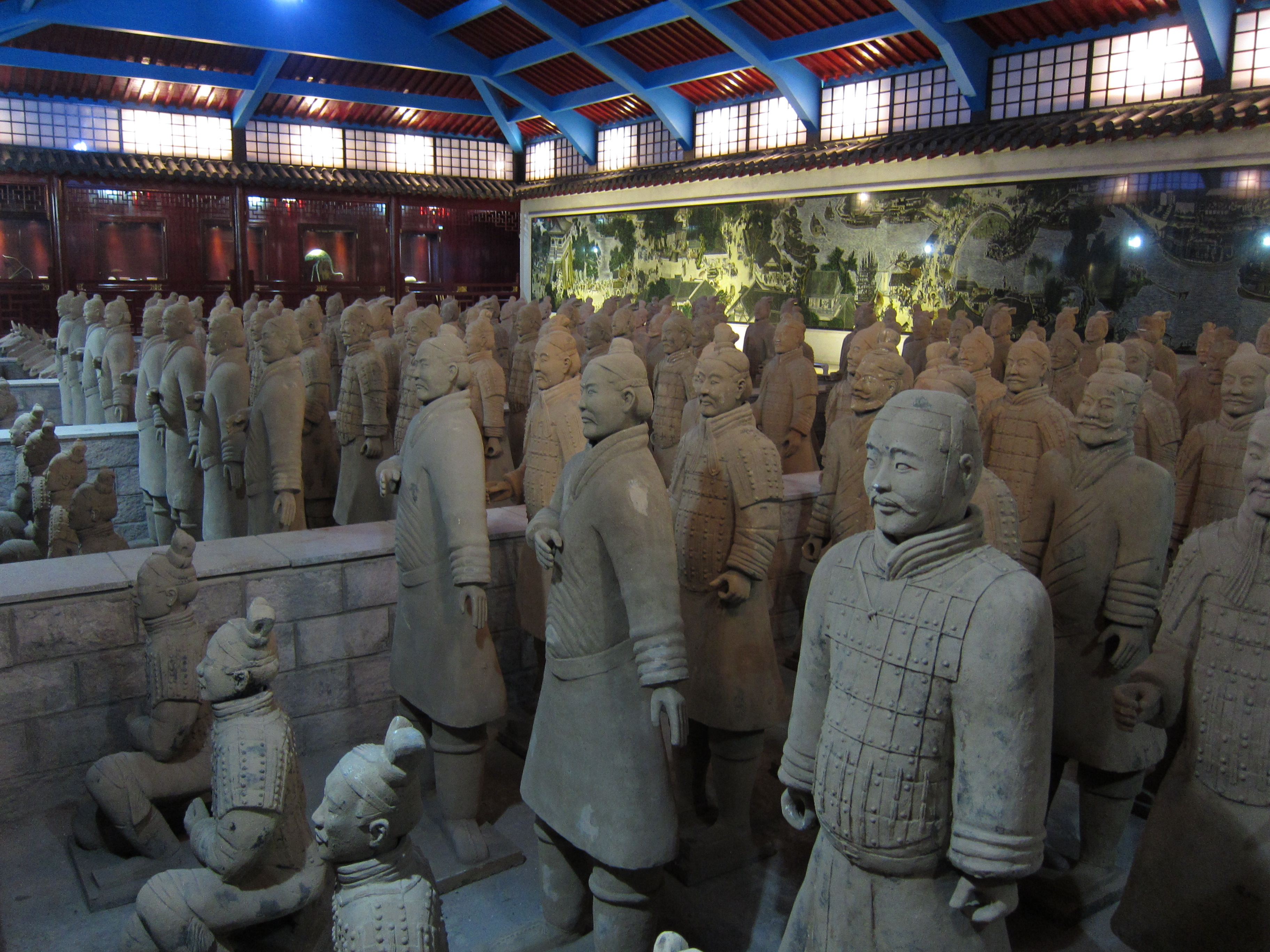
Terrakottaarmén, Dragon Gate museum

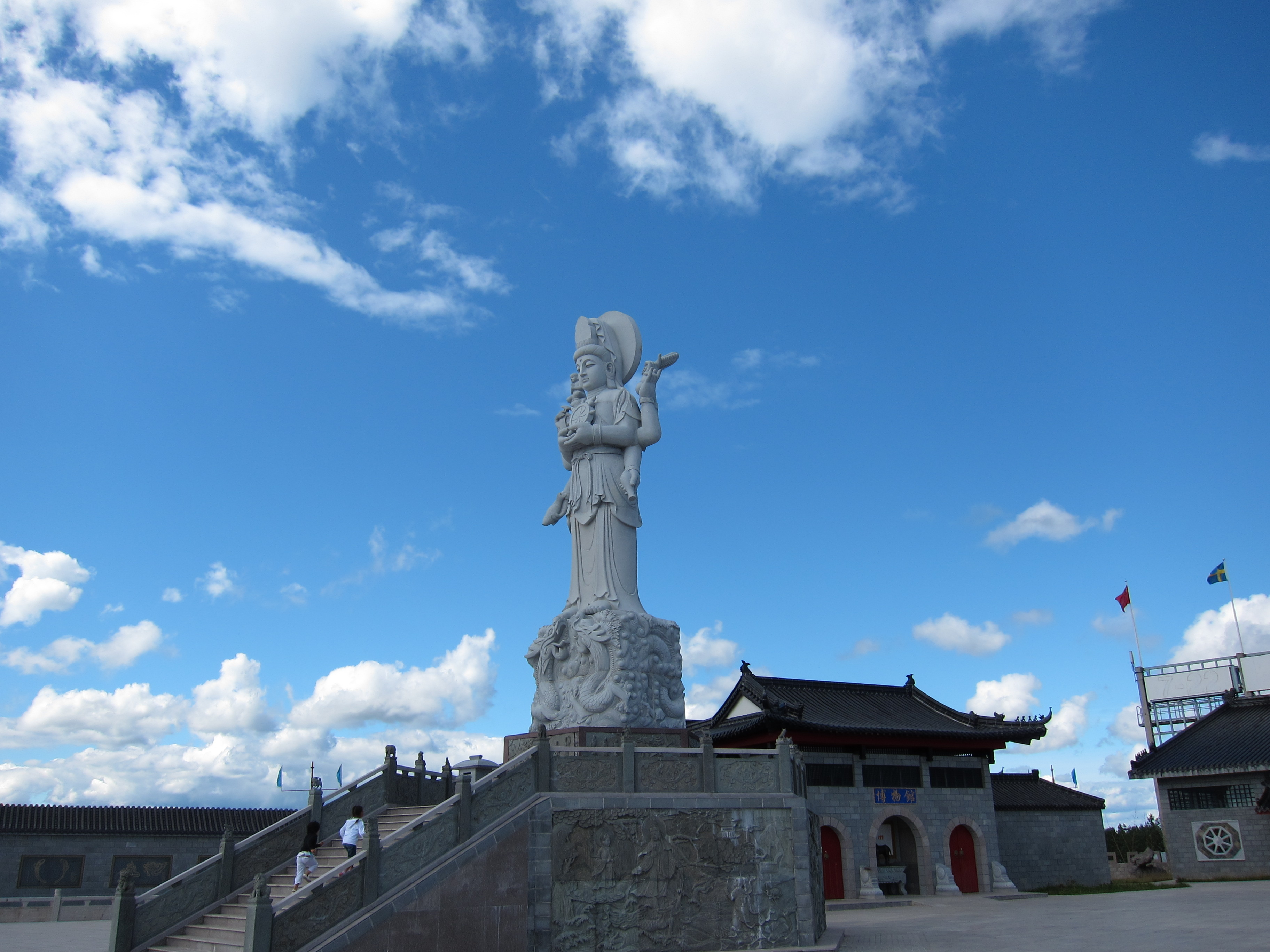
Staty av det buddhistiska helgonet Guanyin

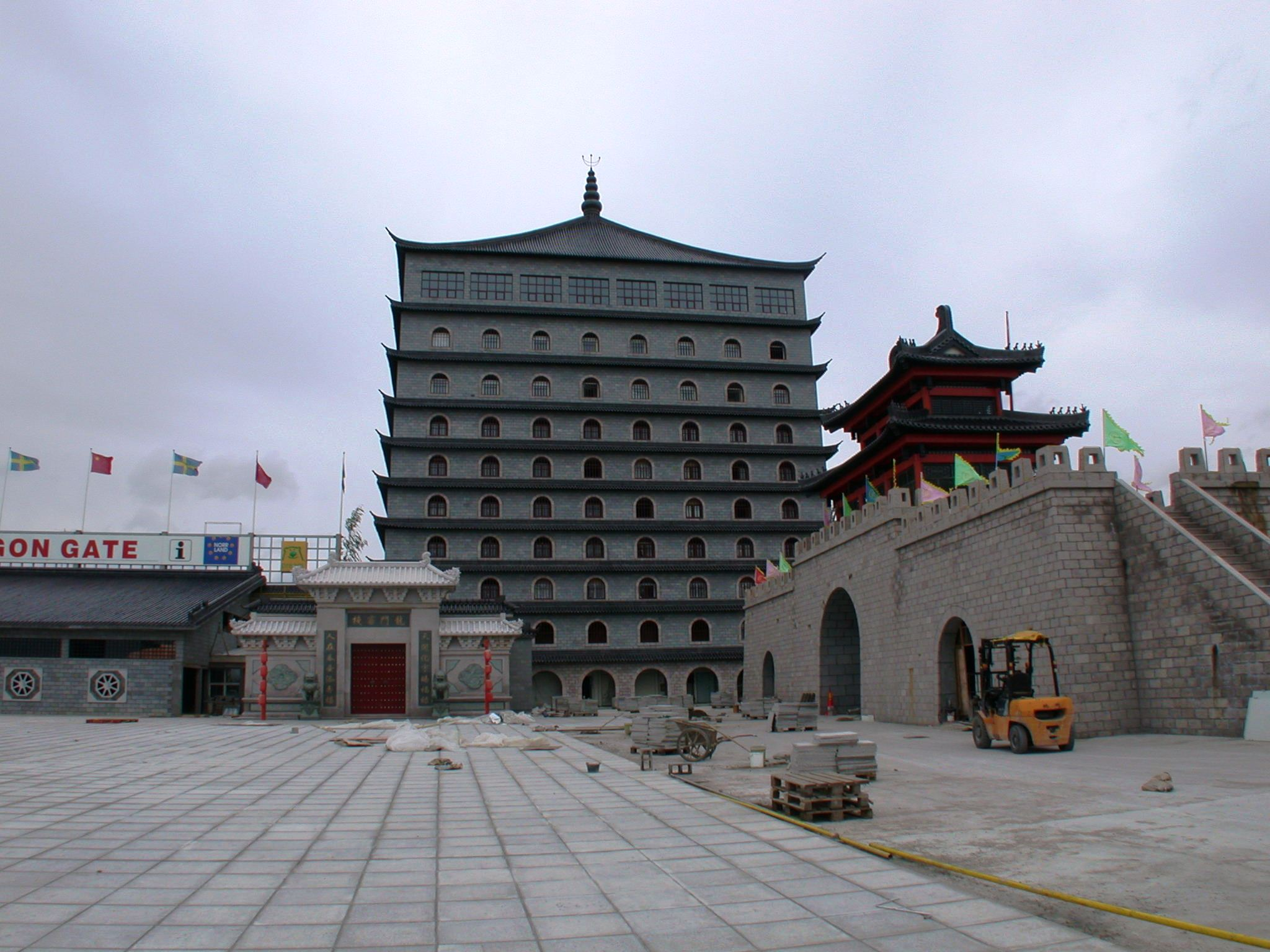
Innergården som den såg ut 2007. I bakgrunden det ej färdigställda hotellet samt entrén till restaurangen.

Dragon Gate (龙门, Lóngmén) hette ursprungligen Hotell Älvkarlen och byggdes 1986 av det av Älvkarleby kommun ägda bolaget Östanå. År 1988 gick verksamheten i konkurs och följande år blev fastigheten flyktingförläggning. År 1992 såldes Hotell Älvkarlen för fem miljoner kronor till Erland Ågren och Eriks Friis och bytte namn till Checkpoint Dalälven. Fastigheten såldes vidare 2004 till den kinesiske affärsmannen Li Jingchun (李经春), från Zhejiang, som gjort en förmögenhet på att tillverka myggmedel.
Li Jingchun bytte namn på hotellet till "Dragon Gate" och planerade att bygga om fastigheten till en mötesplats för svenska och kinesiska affärsmän med stöd från Invest in Sweden Agency.
Ett kinesiskt torg anlades 2007 i anslutning till hotellet och en staty av det buddhistiska helgonet Guanyin restes 2005. En av de tidigare ägarna, Erland Ågren, blev Dragon Gates första VD. År 2008 tillträdde Jonas Jonsson som VD. Han slutade dock efter bara ett år, och ersattes då av Kenny Li.
Planen på ett kinesiskt-svenskt handelscentrum ändrades till att omfatta en restaurang, ett hotell, museum och ett shaolintempel med en kung fu-skola.

## Dragon Museum

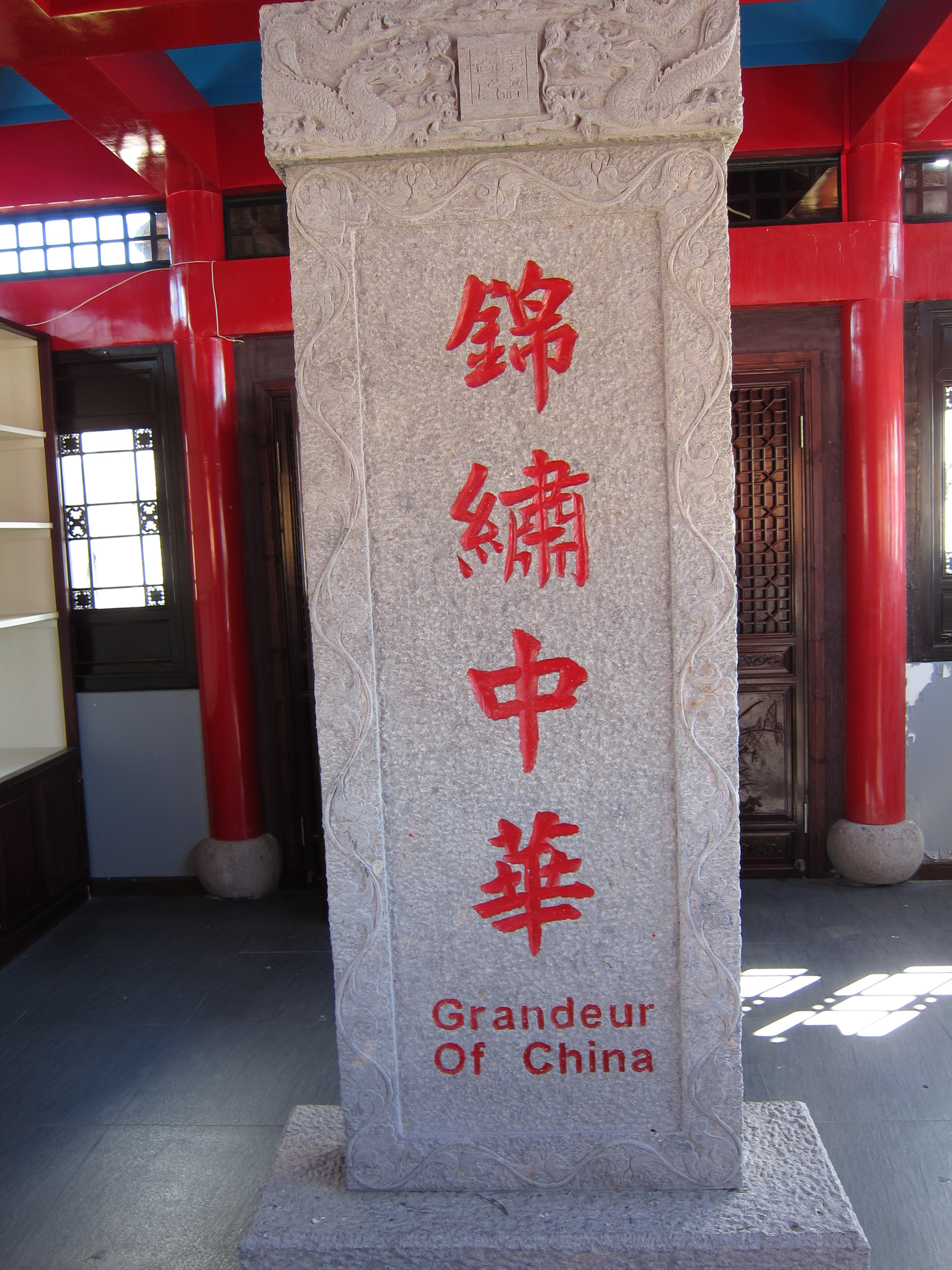
Entreskylt till utställningen "The grandeur of China".

Dragon Museum innehåller en översikt om Kina, dess utveckling, natur- och kulturgeografi och arkitektur. Museet har i en 160 meter lång arkadgång världens längsta trärelief, som en del av en större fotografiutställning.

## Terrakottaarmén
Museet har via sitt samarbetsmuseum i Xi'an, fått uppemot 200 kopierade terrakottasoldater i originalstorlek. Dessa utgör en utställning om terrakottaarmén och Kinas första kejsare.

## Bolag i konkurs
Bolagen med verksamhet i Dragon gate har drivits med olika ägare. En huvudman och tidigare styrelseordförande, James Guozan Shi, drev flera bolag till 2009, varefter Li Jingchun och Shi gick skilda vägar. Bolagen sattes i konkurs och verksamheten togs då över av Kenny Li.

## Kritik
Byggbolaget Latep har sedan projektets början utsatts för hård kritik för dåliga arbetsförhållanden. Arbetsmiljöverket har handlagt 13 ärenden angående bygget och har dömt det ansvariga byggföretaget Latep AB att betala vite på 1,1 miljoner för brott mot arbetsmiljölagen. År 2006 blev Dragon Gate utsett till årets sämsta bygge av tidningen Byggnadsarbetaren.
Under våren 2008 uppmärksammades att delar av anläggningen byggts utan bygglov.

## Ny ägare 2018
Den av Olle Larsson ägda Sisyfosgruppen köpte Dragon Gate från Li Jingchun i augusti 2018.
Planerna på att öppna upp hotellet försenades av Covid-19-pandemin. Hösten 2020 hyrde ägarna ut lägenheter i en byggnad bredvid hotellet. Byggnaden var från början avsedd för de byggnadsarbetare som arbetat med Dragon Gate. Huset består av tolv lägenheter, varav tio enrummare med en månadshyra på 5 586 kronor.

## Ny ägare 2024
I november 2024 presenterades att Sisyfosgruppen sålt Dragon Gate till Arosslättens fastigheter. 
Planen är göra om Dragon Gate till ett center för handel, mat och kultur.